# U-47 (1938)
| U-47                                                                                      | U-47                                                               | U-47                                                               |
| ----------------------------------------------------------------------------------------- | ------------------------------------------------------------------ | ------------------------------------------------------------------ |
| U 47                                                                                      |                                                                    |                                                                    |
|                                                                                           |                                                                    |                                                                    |
| Схематичне зображення підводного човна U-47                                               |                                                                    |                                                                    |
| Верф                                                                                      | Friedrich Krupp Germaniawerft, Кіль                                | Friedrich Krupp Germaniawerft, Кіль                                |
| Під прапором                                                                              | Третій Рейх                                                        | Третій Рейх                                                        |
| Належність                                                                                | Крігсмаріне                                                        | Крігсмаріне                                                        |
| Порт приписки                                                                             | Кіль, Сен-Назер                                                    | Кіль, Сен-Назер                                                    |
| Замовлення                                                                                | 21 листопада 1936                                                  | 21 листопада 1936                                                  |
| Закладений                                                                                | 25 лютого 1937                                                     | 25 лютого 1937                                                     |
| Спуск на воду                                                                             | 29 жовтня 1938                                                     | 29 жовтня 1938                                                     |
| Введений до складу флоту                                                                  | 17 грудня 1938                                                     | 17 грудня 1938                                                     |
| На службі                                                                                 | 1938—1941                                                          | 1938—1941                                                          |
| Загибель                                                                                  | 7 березня 1941 року зник у Північній Атлантиці південніше Ісландії | 7 березня 1941 року зник у Північній Атлантиці південніше Ісландії |
| Сучасний статус                                                                           | зниклий безвісти                                                   | зниклий безвісти                                                   |
| Бойовий досвід                                                                            | Друга світова війна Битва за Атлантику                             | Друга світова війна Битва за Атлантику                             |
| Проєкт                                                                                    |                                                                    |                                                                    |
| Тип ПЧ                                                                                    | середній торпедний ДПЧ                                             | середній торпедний ДПЧ                                             |
| Вартість                                                                                  | 4 714 000 ℛℳ                                                       | 4 714 000 ℛℳ                                                       |
| Основні характеристики                                                                    |                                                                    |                                                                    |
| Швидкість (надводна)                                                                      | 17,9 вузла                                                         | 17,9 вузла                                                         |
| Швидкість (підводна)                                                                      | 8 вузлів                                                           | 8 вузлів                                                           |
| Робоча глибина занурення                                                                  | 100 м                                                              | 100 м                                                              |
| Гранична глибина занурення                                                                | 220 м                                                              | 220 м                                                              |
| Дальність плавання                                                                        | 16 095 км на швидкості 10 вузлів 175 км на швидкості 4 вузли       | 16 095 км на швидкості 10 вузлів 175 км на швидкості 4 вузли       |
| Екіпаж                                                                                    | 45 осіб                                                            | 45 осіб                                                            |
| Розміри                                                                                   |                                                                    |                                                                    |
| Довжина найбільша (по КВЛ)                                                                | 66,5 м                                                             | 66,5 м                                                             |
| Ширина корпусу найб.                                                                      | 6,2 м                                                              | 6,2 м                                                              |
| Висота                                                                                    | 9,6 м                                                              | 9,6 м                                                              |
| Середня осадка (по КВЛ)                                                                   | 4,74 м                                                             | 4,74 м                                                             |
| Водотоннажність надводна                                                                  | 753 т                                                              | 753 т                                                              |
| Силова установка                                                                          |                                                                    |                                                                    |
| дизель-електрична; 2 дизельних двигуни MAN M 6 V 40/46, 2 електродвигуни AEG GU 460/8-276 |                                                                    |                                                                    |
| Гвинти                                                                                    | 2                                                                  | 2                                                                  |
| Потужність                                                                                | 2800 к.с. (дизелі) 750 к.с. (електродвигуни)                       | 2800 к.с. (дизелі) 750 к.с. (електродвигуни)                       |
| Озброєння                                                                                 |                                                                    |                                                                    |
| Артилерія                                                                                 | 1 × 88-мм палубна гармата SK C/35                                  | 1 × 88-мм палубна гармата SK C/35                                  |
| Торпедно- мінне озброєння                                                                 | 4 носових і один кормовий ТА. 14 торпед або 26 мін TMA             | 4 носових і один кормовий ТА. 14 торпед або 26 мін TMA             |
| ППО                                                                                       | 1 × 20-мм зенітна гармата FlaK 30                                  | 1 × 20-мм зенітна гармата FlaK 30                                  |

U-47 — німецький підводний човен типу VII B, що входив у склад Військово-морських сил Третього Рейху за часів Другої світової війни. Закладений 25 лютого 1937 року на верфі Friedrich Krupp Germaniawerft у Кілі. Спущений на воду 29 жовтня 1938 року, 17 грудня 1938 року корабель увійшов у склад ВМС нацистської Німеччини.
U-47 належав до німецьких підводних човнів типу VII B, найчисленнішого типу субмарин Третього Рейху, яких було випущено 703 одиниці. З моменту введення ПЧ у стрій його командиром був капітан-лейтенант Гюнтер Прін. За два тижні до початку Другої світової війни підводний човен вийшов у визначений район у Північній Атлантиці для проведення атак на транспортних комунікаціях противника. Із 3 вересня 1939 року, коли на морі розпочався період активних бойових дій, і до останнього походу в лютому — березні 1941 року U-47 здійснив 10 бойових походів в Атлантичний океан, ставши одним із найрезультативніших підводних човнів Крігсмаріне. Підводний човен потопив 30 суден противника сумарною водотоннажністю 162 769 брутто-регістрових тонн та британський лінійний корабель «Роял Оук» (водотоннажність 29 150 тонн), а також пошкодив ще 8 суден (62 751 тонна).
7 березня 1941 року U-47 зник у Північній Атлантиці південніше Ісландії. Обставини його загибелі до цього часу невідомі.

## Дизайн і конструкція

### Загальна конструкція
U-47 належав до німецьких середніх дизель-електричних підводних човнів типу VII B, які мали півторакорпусну конструкцію корабля. Він мав високі бойові якості: потужне торпедне й артилерійське озброєння, гарну маневровість і мореплавство (в крейсерському положенні до 10 балів, а в позиційному — до 7 балів). Стрільба з торпедних апаратів давала невелику бульбашку завдяки коротким трубам апаратів і продуманій конструкції ніш. Велика висота перископів дозволяла атакувати противника в штиль непоміченим. Занурення здійснювалося з крейсерського положення за 1 хвилину, з позиційного — за 45 секунд.

### Корпус

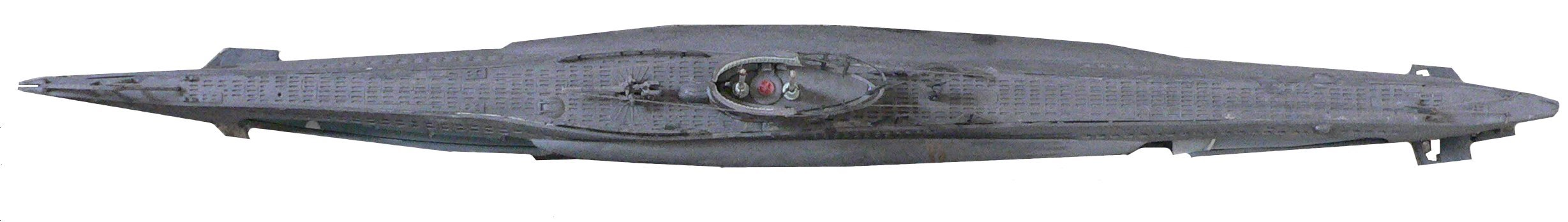
Вигляд U-47 з гори

Міцний корпус підводного човна мав циліндричну форму діаметром 4,7 м у районі центрального поста й плавно звужувався в напрямку до носа й корми. Товщина металевого листа міцного корпусу в центральній частині й по краях човна відповідно становила 18,5 і 16,0 мм, а в місці з'єднання з палубною рубкою — 22 мм.
Поверх міцного корпусу встановлювався легкий корпус, який утворював простір між корпусами, що вільно затоплювався. Між палубою і верхньою частиною міцного корпусу пролягав трубопровід вентиляційної системи й розміщувалися сховища перших пострілів до 88-мм носової та 20-мм зенітної палубних гармат, невелика рятувальна шлюпка, боєзапас торпед, а також більшість балонів систем стисненого повітря. Відмінною рисою U-47, як і інших підводних човнів серії VII, були бортові булі баластних і зрівняльних цистерн, які приварювалися до міцного корпусу на рівні ватерлінії.
U-47 мав надводну водотоннажність 753 тонни (741) та підводну 857 тонн (843 довгих тонни) відповідно. Загальна довжина субмарини була 66,5 м, внутрішній корпус мав довжину 48,8 м, бімс — 6,2 м, висота — 9,5 м, осадка — 4,74 м.
Міцний корпус підводного човна зварювався з восьми секцій, шість із них становили листи металу, зігнуті та зварені у циліндри. Носову та кормову секції зварювали з трьох листів металу. Секції послідовно приварювалися одна до одної, потім до них приварювалася рубка. Позаду рубки конструктивно розміщувався доволі великий отвір, через який у човен завантажувалися прилади та механізми. Найостаннішими в корпус встановлювали дизельні двигуни. Після їхньої установки отвір заварювався сталевим листом.

### Відсіки човна
Конструктивно субмарина U-47 складалася із шести відсіків. Сферичні перебірки відокремлювали центральний пост від інших сферичними перегородками, що витримували тиск у 10 атмосфер, і пост міг виконувати функцію притулку.
1-й відсік (носовий торпедний)У цьому відсіку U-47 розміщувалися чотири торпедні апарати: по два у вертикальних рядах і запас торпед кількістю шість штук; замість торпед U-47 міг приймати у відсік 20 мін ТМА або 30 мін TMB. Чотири зберігалися під палубним настилом і дві вздовж борту. Для навантаження і заряджання торпед на човні на кожному борту був спеціальний навантажувальний пристрій. Уздовж кожного борту розміщувалося три пари відкидних, двоярусних ліжок.
2-й відсік (носовий житловий)Відсік ділився на дві частини тонкою перебіркою й дверима. Приміщення, розташоване ближче до носа не було великим, тому в ньому розміщувався гальюн і місця відпочинку чотирьох оберфельдфебелів. Далі йшло офіцерське приміщення по два ліжка у два яруси з кожного борту. Біля перебірки центрального поста ліворуч було ліжко капітана, від проходу воно відокремлювалося шторою. По правому борту човна навпроти місця капітана були пости гідроакустика і радиста. Під настилом палуби розміщувалася носова група акумуляторної батареї з 62 елементів, балони повітря високого тиску й артилерійський льох.
3-й відсік (центральний пост)Тут розміщувався зенітний перископ, командирський був вище в бойовій рубці. У відсіку також розміщалися пости керування клапанами, приводи дистанційного керування поземними стернами, бойовий пост штурмана. Найбільші механізми цього відсіку — два насоси й гідравлічний двигун, який піднімав перископи. Уздовж бортів були цистерни з питною водою й гідравлічним маслом, у центрі баластна цистерна. Над центральним постом, у вузькій бойовій рубці містилося бойове місце командира під час торпедної атаки — відкидне крісло (оберталося разом з командирським перископом), ЛРП (лічильно-вирішальний прилад) управління стрільбою торпедами.
4-й відсік (кормовий житловий)Цей відсік U-47 пов'язував камбуз, дизельний і електромоторний відсіки між собою. Так само у відсіку були ліжка для чотирьох унтерофіцерів, другий гальюн, комора із запасами провізії та друга електрична станція. Під настилом палуби розміщувалася друга група акумуляторних батарей, балони повітря високого тиску й паливна цистерна.
5-й відсік (дизельний)Практично весь відсік над палубним настилом займали два величезні дизелі потужністю 1400 к. с. F46 фірми F. Krupp Germaniawerft AG. Також розміщувалися балони зі стисненим повітрям для запуску двигунів і балон з вуглекислотою, для гасіння пожежі. У нижній частині відсіку під дизелями містилися цистерни з маслом.
6-й відсік (кормовий торпедний, електромоторний)Останнім відсіком у міцному корпусі був відсік кормового торпедного апарату й електродвигунів. Кормовий торпедний апарат розміщувався всередині міцного корпусу; крім торпедного апарату, у відсіку розташовувалися два електродвигуни фірм AEG GU 460/8-276 потужністю 375 к. с. кожен зі встановленими над ними головними розподільними щитами. При надводному ході вал кожного електродвигуна з'єднувався з валом дизельного двигуна, за цього електродвигуни працювали в генераторному режимі, забезпечуючи зарядку акумуляторних батарей. Під палубним настилом між електродвигунами зберігалася одна запасна торпеда. Ближче до кормового торпедного апарату розташовувалися два компресори стисненого повітря (зліва по борту — електричний і праворуч по борту — дизельний). Разом вони наповнювали встановлені на підводному човні балони стисненим повітрям загальним обсягом 3,46 м3. Між компресорами й електродвигунами розташовувався дублювальний пост ручного управління вертикальним кермом. Під частиною торпедного апарату, яка перебувала в міцному корпусі, розміщувалася диферентна цистерна, а під компресорами — дві торпедозамісні. У верхній частині корпусу ближче до відсіку дизельних двигунів перебував люк для навантажування торпед.
У кормовій частині легкого корпусу поза межами міцного корпусу містилася кормова баластна цистерна.

### Силова установка
Головна енергетична установка підводного човна U-47 складалася з двох шестициліндрових чотиритактних дизельних двигунів F46 компанії «Германіаверфт» потужністю 1400 к. с. кожний. Ця силова установка дозволяла човну рухатись у надводному положенні на швидкості до 17,2—17,9 вузла. U-47 мав два гвинти розміром 1,23 м.
Для руху в підводному положенні корабель мав два електричні двигуни фірми AEG GU 460/8-276 потужністю 375 к. с., які дозволяли рухатися зі швидкістю до 8 вузлів. Підводна дальність становила 130 миль на 2-вузловій або 90 миль на 4-вузловій швидкості, і U-47 був спроможний занурюватися на глибину до 230 м. Акумуляторна батарея складалася з 124 елементів типу 27-МАК 800W.

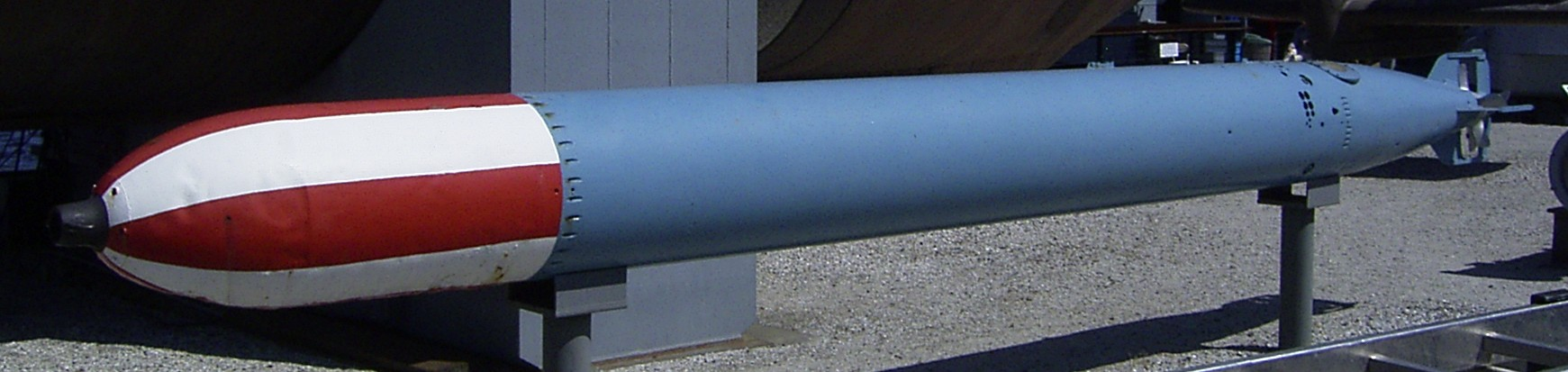
Основне озброєння ПЧ: торпеда G7a

Запас палива зберігався у внутрішніх цистернах місткістю 62,14 тонни, у всіх цистернах — 113,47 тонни мазуту, що забезпечувало дальність ходу до 3850 км на максимальній швидкості, або 6500 км на швидкості 12 вузлів і 8 700 км на швидкості 10 вузлів. При використанні дизель-електричної передачі дальність ходу зростала до 9700 миль. Підводний човен мав автономність дії 40 діб.

### Озброєння
Основним видом озброєнням підводного човна U-47 було торпедне, яке складалось із чотирьох носових та одного кормового 533-мм торпедних апаратів. Субмарина мала запас у 14 торпед G7a з такими ТТХ: довжина — 7186 мм, діаметр корпусу — 533 мм, маса — 1528 кг, вага боєголовки — 280 кг.
На відміну від іноземних ПЧ того часу торпедні апарати U-47 здійснювали пуск не стисненим повітрям, а спеціальним пневматичним поршнем. Конструкція апарату забезпечувала вільний вихід торпед з глибин до 20 метрів. Перезаряджання торпед здійснювалося за час до 20 хвилин.
Артилерійське озброєння на палубі U-47 включало одну 88-мм палубну гармату SK C/35, яка кріпилася перед бойовою рубкою човна. Гармата мала наступні ТТХ: калібр — 88 мм, маса снаряда — 9 кг, початкова швидкість польоту снаряда — 700 м/с, темп стрільби — 15—18 постр./хв, дальність стрільби — 11 950 метрів. Боєкомплект становив 220 снарядів, які зберігалися в артилерійському льоху, а на палубу передавалися вручну по ланцюжку.
Гармата з обслугою з трьох артилеристів була допоміжною зброєю і часто використовувалась у разі, якщо підводникам потрібно було затопити вороже судно без застосування коштовних торпед, яких було обмаль на борту.
Також на палубі встановлювалась одноствольна 20-мм зенітна гармата FlaK 30 на установці C30/37. Боєкомплект — 1500 снарядів.

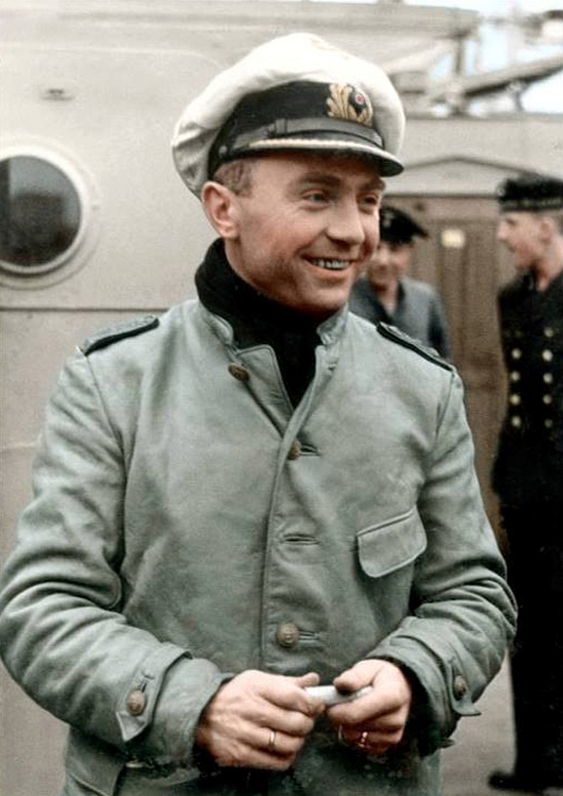
Капітан-лейтенант Г. Прін

### Екіпаж
Екіпаж субмарини налічував 45 офіцерів та моряків, у тому числі чотири офіцери: капітан, 1-й вахтовий офіцер, який поєднував обов'язки старпома й командира торпедної бойової частини, 2-й вахтовий офіцер, командир бойової частини, механік човна.
Також на човні були чотири оберфельдфебелі: штурман, боцман, дизеліст, моторист. Решта особового складу поділялася на технічний і морський дивізіони. До складу технічного дивізіону входили дизелісти, мотористи, радисти й торпедист, до морського — кермові, сигнальники, артилеристи, кок і боцманська команда.
U-47 належав до одного з найменших човнів середнього класу часів Другої світової війни. Через обмежений внутрішній простір умови проживання були доволі примітивними, порівняти які можна лише з умовами життя на борту японських субмарин. За штатним розкладом рядові матроси жили у відсіку, де на 22 людини припадало всього 12 ліжок. Унтерофіцери мали 8 ліжок на 14 осіб. Офіцери й оберфельдфебелі мали індивідуальні ліжка.

## Бойовий шлях
17 грудня 1938 року німецький підводний човен U-47 увійшов до складу 7-ї флотилії ПЧ і перебував у її складі до свого останнього походу. Загалом U-47 здійснив 10 бойових походів та провів у відкритому морі 238 днів. Він потопив 30 суден противника, сумарною водотоннажністю 162 769 брутто-регістрових тонн та британський лінійний корабель «Роял Оук» (водотоннажність 29 150 тонн), а також пошкодив ще 8 суден (62 751 тонна). До моменту свого зникнення в березні 1941 року субмарина втратила тільки одного матроса, оберєфрейтора Генріха Мантика, який випав за борт 5 вересня 1940 року під час 7-го походу.

### 1-й бойовий похід
19.08.1939—15.09.1939
19 серпня 1939 року капітан-лейтенант Г. Прін вивів корабель з військово-морської бази Кіля напередодні початку Другої світової війни в готовності за командою зі штабу розпочати підводну війну. За час 1-го походу субмарина обійшла Британські острови та вирушила до Біскайської затоки у визначений район патрулювання.
1 вересня 1939 року німецький вермахт вторгся до Польщі, розпочалася Друга світова війна. 3 вересня британський уряд оголосив війну нацистській Німеччині й U-47 отримав наказ із дозволом почати бойові дії проти британських кораблів. 4 числа до капітана довели інформацію про затоплення німецьким підводним човном U-30 британського пасажирського лайнера «Атенія», яке стало першим судном, потопленим німецькими підводними човнами у Другій світовій війні.
Того ж дня U-47 зупинив своє перше судно — старе грецьке вантажне судно, яке прямувало до Роттердама з вантажем британських мінералів. Перевіривши документи, Г. Прін відпустив судно далі. У полудень німецький човен зустрів ще два судна, під шведським і норвезьким прапорами, які він не став зупиняти.
О 08:15 5 вересня 1939 року на відстані 120 миль від іспанського мису Ортегаль парове вантажне судно «Боснія» (Велика Британія, 2407 тонн) з вантажем сірки було атаковане артилерійським вогнем палубної гармати U-47 і примушено зупинитися. Один член екіпажу судна загинув, решту німці пересадили в шлюпки. Команду невдовзі врятувало норвезьке судно SS Eidanger та доставило до Лісабона. О 09:38 ПЧ затопив суховантаж торпедою. «Боснія» стала першою жертвою німецького підводного човна U-47.
О 14:18 6 вересня 1939 року U-47 спробував зупинити поодинокий та неозброєний пароплав «Ріо Кларо» (Велика Британія, 4086 тонн) північно-західніше мису Ортегаль. Однак транспортне судно, яке прямувало з вугіллям із Сандерленда до Монтевідео, проігнорувало сигнали на вимогу зупинитися і випереджувальний постріл по курсу судна німецького човна. Тоді Г. Прін дав наказ обстріляти «Ріо Кларо», яке подавало сигнали SOS, і примусив його зупинитись. Англійські моряки були посаджені в човни, а о 14:40 судно затоплено однією торпедою. Невдовзі над поверхнею моря з'явився літак і U-47 терміново занурився. Капітана «Ріо Кларо» та 40 членів команди судна підібрав голландський пароплав Stad Maastricht і 11 вересня висадив їх на Фаялі.
О 17:47 7 вересня німецька субмарина виявила на відстані 260 миль західніше-північно-західніше іспанського мису Фіністерре поодиноке суховантажне судно «Гартавон» (Велика Британія, 1777 тонн), що перевозило 1600 тонн залізної руди й асфальт. Британське судно спробувало втекти від німців, але було обстріляно з палубної гармати. Вогнем артилерійської системи були знищені щогла та радіоантена, й «Гартавон» став зупинятись. Але, несподівано для німецького офіцера, британське судно спробувало атакувати субмарину, намагаючись її протаранити. Відхилившись від удару, німецькі моряки пересадили команду в рятувальний човен. Судно спробували торпедувати, як минулих разів, але G7a не спрацювала, тому «Гартавон» затопили вогнем 88-мм гармати. Подавати сигнал лиха Г. Прін не став з огляду на те, що англійці намагались його знищити. Команда постраждалого судна була підібрана шведським танкером Castor і 11 вересня висаджена в Орті на Азорських островах.
15 вересня 1939 року підводний човен U-47 завершив свій перший бойовий похід, здійснивши 28-денне патрулювання та затопивши три британських судна сумарною водотоннажністю 8 270 тонн, прибув до бази в Кілі.

Атака U-47 на лінійний корабель «Роял Оук». 14 жовтня 1939

### 2-й бойовий похід
08.10.1939—21.10.1939
8 жовтня 1939 року підводний човен U-47 вийшов з Кіля у другий бойовий похід. 14 жовтня близько 00:27 він потай пройшов усі британські загороджувальні системи на головній військово-морській базі Королівського флоту Британії Скапа-Флоу і проник до внутрішньої гавані, де на якірних стоянках були британські кораблі. Однак командира німецького човна чекав сюрприз — більшість британських кораблів була відсутня через наказ адміралтейства залишити ВМБ найбільш великим капітальним кораблям. Але Г. Прін знайшов для себе ціль — лінійний корабель «Роял Оук», який виконував функції потужного засобу протиповітряної оборони Скапа-Флоу.
Визначивши ціль, субмарина підійшла на 3000 ярдів і в 00:58 дала залп по лінкору. Три торпеди вийшли з торпедних апаратів, четверта не спрацювала. Дві промазали, а третя в 01:03 влучила, але не спричинила багато шкоди британському кораблю, пошкодженим був тільки якірний ланцюг. Весь екіпаж лінкора прокинувся від вибухів, думаючи, що почався повітряний наліт Люфтваффе.
О 01:13 після розвороту німецький підводний човен дав другий залп із трьох носових торпедних апаратів. О 01:16 торпеди влучили в кормову частину, де містились артилерійські льохи. Пролунав потужний вибух. За 13 хвилин старий ветеран Ютландської битви затонув у бухті Скапа-Флоу, потягнувши за собою на дно 833 англійські моряки, у тому числі контрадмірала Г.Блегроува, командира 2-ї ескадри лінкорів Флоту метрополії.

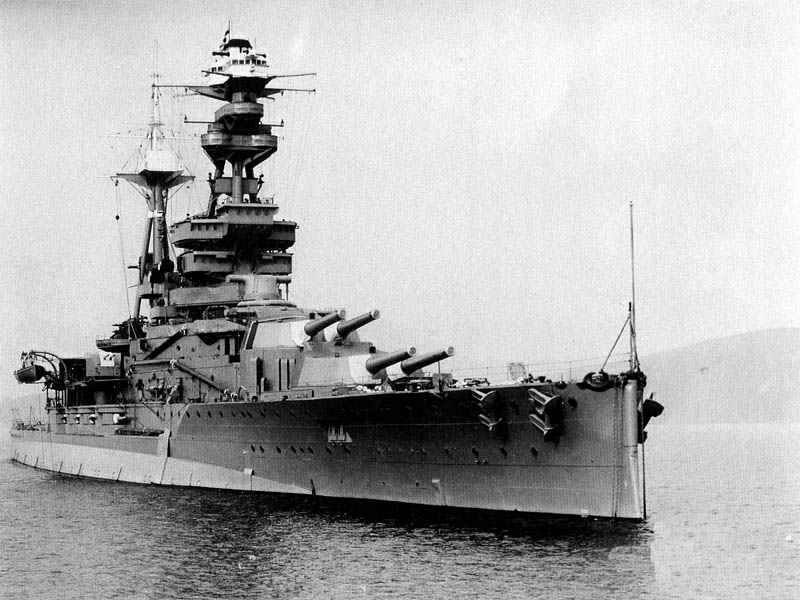
Британський лінійний корабель «Роял Оук»

За успішно проведений зухвалий напад на базу Королівського флоту Г. Прін здобув прізвисько «Буйвіл Скапа-Флоу» (нім. Der Stier von Scapa Flow). На бойовій рубці U-47 незабаром з'явилась емблема човна, що зображала розлюченого буйвола, а невдовзі нею стали користуватись усі підводні човни 7-ї флотилії.
17 жовтня ПЧ повернувся з походу до Вільгельмсгафена, де німецьких моряків зустрічали як національних героїв. Екіпаж привітав особисто командувач підводними силами німецького флоту контрадмірал К. Деніц.
18 жовтня 1939 року капітан-лейтенант Гюнтер Прін разом зі своєю командою трьома літаками прибули до Берліна. У рейхсканцелярії командир підводного човна був особисто А.Гітлером нагороджений Лицарським хрестом Залізного хреста, ставши першим підводником нацистської Німеччини та другим офіцером крігсмаріне після грос-адмірала Е. Редера, відзначеним вищою нагородою Рейху. Уся команда субмарини нагороджена Залізним хрестом.

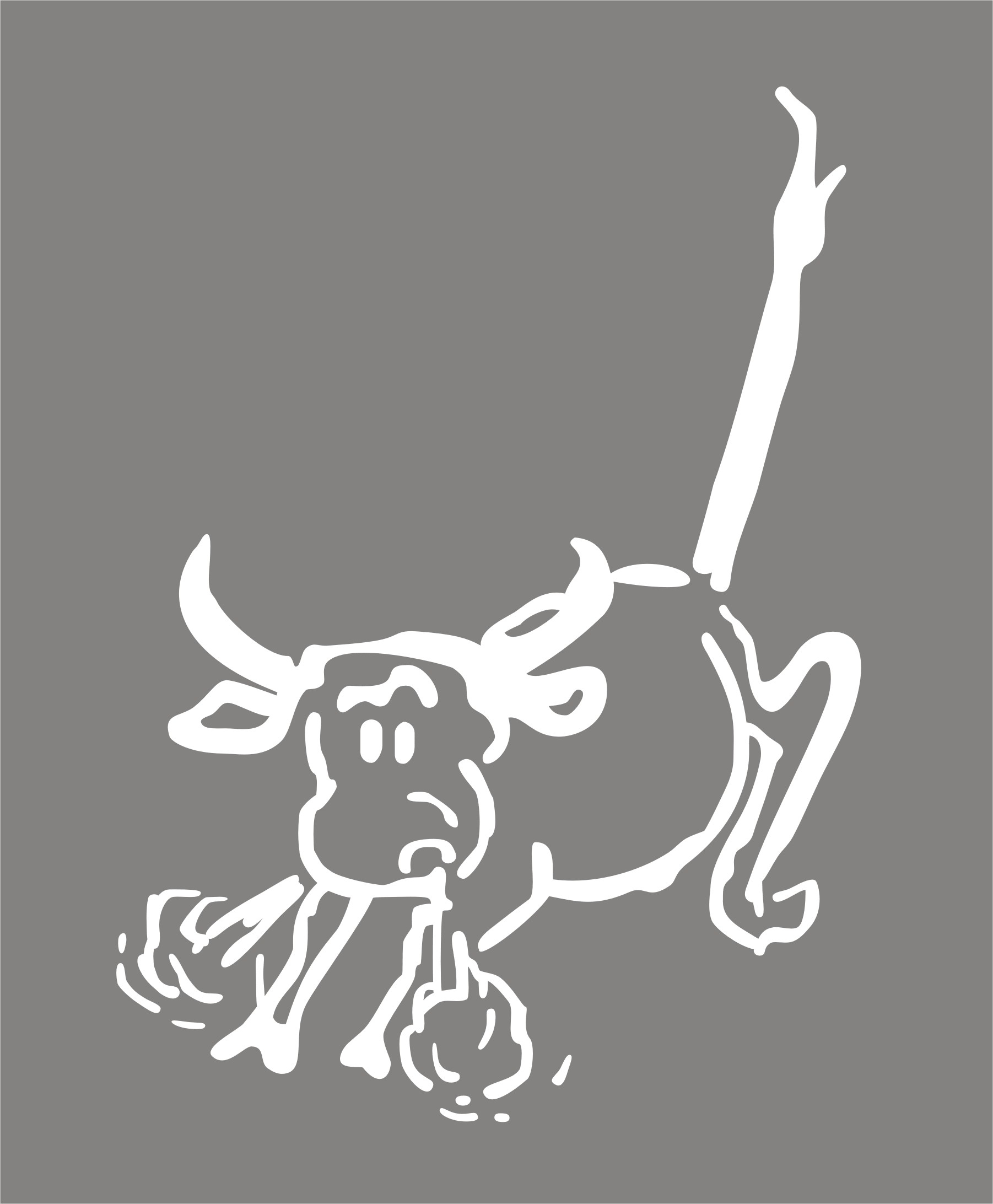
Емблема U-47 «Буйвіл Скапа-Флоу» (Der Stier von Scapa Flow)

### 3-й бойовий похід
16.11.1939—18.12.1939
16 листопада U-47 вийшов з Кіля у черговий, третій бойовий похід. Через декілька днів корабель наразився на ворожий есмінець, тому терміново занурився й утік з місця зустрічі.
О 13:34 28 листопада 1939 року підводний човен атакував торпедами британський важкий крейсер типу «Лондон» «Норфолк», але промахнувся. Потім протягом восьми днів субмарина патрулювала поблизу британського узбережжя та в Біскайській затоці, сподіваючись знайти ціль для атаки.
Тільки в полудень 5 грудня U-47 виявив британське суховантажне судно «Навасота» водотоннажністю 8795 тонн, яке у складі транспортного конвою OB 46 йшло з Ліверпуля до Буенос-Айреса й атакував його торпедами з підводного положення. У наслідок влучення одної торпеди стався вибух, загинув капітан судна та 36 осіб, «Навасота» затонула. Вцілілих 37 членів екіпажу підібрав есмінець «Ескапейд», ще 8 людей забрало судно Clan Farquhar, яке доставило їх до Кейптауна. Есмінці ескорту спробували контратакувати німецький підводний човен, але Г. Прін встиг швидко вивести U-47 з-під удару та відступити з місця бою.
Пізно ввечері 6 грудня, о 20:29, німецька субмарина атакувала торпедами інше судно, цього разу нейтральний норвезький танкер «Брітта» (6214 тонни). Німці впізнали прапор країни, з якою на той час не перебували в стані війни, але Г. Прін виконував наказ командування, який визначав, що всі танкери в оголошеній зоні бойових дій навколо Британських островів мають знищуватись. Від влучення торпеди судно переломилось навпіл та повільно затонуло на відстані 45 миль від Лонгшипського маяка. З 36 членів команди шість осіб загинуло внаслідок нападу, решту підібрав бельгійський траулер Memlinc.
Зранку 7 грудня, о 05:24, U-47 виявив нейтральне голландське транспортне судно «Таяандон» (8159 тонн), яке без ескорту йшло з Амстердама до Батавії. Не розгледівши чітко прапор, Г. Прін дав команду атакувати торпедами. Від влучення сталася пожежа та потужний вибух, і судно швидко зникло під водою. Із 68 членів екіпажу 6 моряків загинуло на місці катастрофи.
Наступне зіткнення човна капітан-лейтенанта Г. Пріна сталось 8 грудня. Бельгійський зерновоз «Луї Шед» (6057 тонн), ухиляючись від зустрічі з німецькою субмариною, сів на мілину поблизу Тарлстоун англійського графства Девон. З цього моменту й до завершення бойового походу більше ніяких зіткнень не було; 18 грудня U-47 повернувся до Кіля.
Третій бойовий похід тривав 32 дні, U-47 затопив три транспортних судна сумарною водотоннажністю 23 168 тонн.

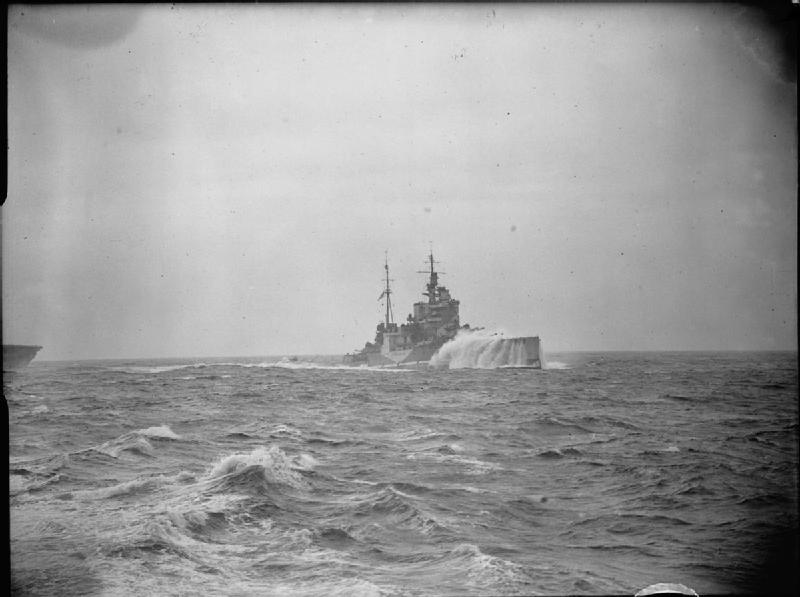
Британський лінкор «Квін Елізабет» на поході в суворі погодні умови поблизу Скапа-Флоу.

### 4-й бойовий похід
11.03.1940—29.03.1940
Після майже трьох місяців перебування на базі, 11 березня 1940 року німецький підводний човен під командуванням незмінного командира Г. Пріна вийшов з доків Вільгельмсгафена у Північне море. 12 числа він отримав наказ по радіо та попрямував до берегів Норвегії, але вже наступного дня завдання йому змінили та направили у західному напрямку.
У середині березня під час плавання поблизу Оркнейських островів екіпаж субмарини помітив два британські лінійні кораблі типу «Куїн Елізабет» та один типу «Нельсон», але капітальні кораблі були занадто далеко для проведення успішної торпедної атаки.
О 05:40 25 березня 1940 року, після двох тижнів походу, U-47 наразився на нейтральне судно — невеликий порожній данський суховантаж «Брітта» (1146 тонн), що прямував з Калундборга до Ліверпуля. Перша атака німців була невдалою, вони неправильно оцінили швидкість руху судна, тому торпеда пройшла мимо «Брітти». Німці ще раз атакували беззахисне судно однією торпедою; внаслідок влучення в носову частину судно дістало серйозних пошкоджень та повільно затонуло поблизу острова Сул-Скеррі. У результаті злочинного нападу німецького човна данська команда втратила 13 осіб. Вцілілі 6 людей були врятовані данським пароплавом Nancy, що доставив постраждалих до Суонсі.
29 березня 1940 року U-47, після четвертого 19-денного бойового походу, повернувся до Вільгельмсгафена, маючи на своєму власному рахунку одне потоплене судно водотоннажністю 1146 тонн.

### 5-й бойовий похід
03.04.1940—26.04.1940
3 квітня 1940 року, пробувши всього декілька днів у Вільгельмсгафені та присвятивши час лише ремонту, німецькі підводники терміново вийшли в море в черговий 5-й похід. Командир, не знаючи в деталях план вторгнення вермахту до Норвегії, отримав наказ приховано вийти у визначений район поблизу західного узбережжя цієї країни, не намагаючись напасти на конвої та поодинокі судна, та чекати наказу.
Під час патрулювання субмарину було атаковано бомбардувальниками Люфтваффе, які бомбардували флотилії ворожих кораблів неподалік від Норвегії. Результатом «дружнього вогню» стало пошкодження правого паливного танку, що спровокувало протікання.
Одного дня U-47 помітив англійський легкий крейсер «Саутгемптон» з есмінцями й був змушений терміново зануритись, уникаючи атаки глибинними бомбами. Субмарина вдарилась об морське дно і, не рухаючись, чекала декілька годин, доки британські есмінці не відступлять, перш ніж спливти.
Увечері 15 квітня німецький підводний човен раптово побачив скупчення кораблів противника поблизу Гарстада. І хоча відстань до цілей була ідеальною — 750—1500 ярдів — жодна з чотирьох випущених торпед не влучила в ціль.
Невдовзі після півночі наступного дня Г. Прін особисто очолив перевірку торпед і після тестування дав команду відкрити вогонь по суднах противника. Три торпеди не вибухнули, четверта G7a відхилилась від курсу на 10° та вибухнула, вдарившись об скелю перед носом одного з крейсерів. Мало того, кіль U-47 застрягнув між донним камінням і в спробі витягнути човен з пастки, Г. Прін пішов на надзвичайні заходи, щоб запобігти потраплянню субмарини в руки ворога. Він навіть дав розпорядження спалити всі документи, що мали цінність, і підготувати човен до самозатоплення. Врешті-решт U-47 вислизнув із пастки, важко пошкодивши правий дизельний двигун. На перехоплення німецького човна кинувся ворожий траулер, але капітан встиг занурити U-47 та відірватись від переслідування з фіорду в підводному положенні.
19 квітня 1940 року з норвезького Вестфіорда до Росайта вийшов лінкор «Воспайт» з ескортом есмінців «Гавок», «Хостайл», «Хіроу» та «Фоксхаунд», які вели бої за Нарвік. На шляху угруповання з'явився U-47, який випустив з відстані 900 ярдів дві торпеди: одна схибила, друга вибухнула передчасно. Ескадрені міноносці влаштували запеклу гонитву за німецьким човном, кидаючи глибинні бомби по субмарині, Г. Прін ледве уник смерті.
20 квітня U-47, маючи 10 збоїв на 10 пострілів, Г. Прін відмовився атакувати конвой союзників південно-західніше Вестфіорда та віддав наказ команді повертатись додому. 26 квітня, після 24 днів у морі, підводний човен прибув до Кіля — це був найгірший бойовий похід капітана Пріна. Хоча на нього покладались великі надії при проведенні операції «Везерюбунг», дефектні торпеди призвели до того, що цей вихід став найневдалішим для човна.

### 6-й бойовий похід
03.06.1940—06.07.1940
До літа підводний човен проходив планові ремонтні роботи, екіпаж відпочивав та готувався до нового походу. 3 червня, коли в Західній Європі точилися важкі бої, армія Франції була практично розгромлена, а союзники з превеликими труднощами проводили евакуацію експедиційних та французьких військ з плацдарму в Дюнкерку, U-47 вийшов з Кіля в океан.
Зранку 6 червня у Північному морі десь за 100 миль південно-східніше Шетландських островів U-47 підібрав з надувного гумового човна трьох членів екіпажу збитого німецького летючого човна Do-18D-3 (2./KüFlGr 906). Гідролітак збив двома днями раніше британський бомбардувальник «Блейхейм». Подолавши Північне море, субмарина обігнула Британські острови та вийшла до південного узбережжя Ірландії.
12 червня капітан-лейтенант Гюнтер Прін очолив групу підводних човнів, так звану «вовчу зграю Прін» (нім. Wolfpack Prien). Вовча зграя із семи U-Boot оперувала в Північній Атлантиці на шляху руху союзного конвою HX 47, який йшов з Галіфакса до Ліверпуля.
О 19:44 14 червня 1940 року U-47, діючи у складі «вовчої зграї», помітив поодиноке суховантажне судно «Балморалвуд» (5834 тонни), що на шляху до Фалмута відстало від основних сил конвою HX 47. По британському судну з 8730 тоннами пшениці та з 4 літаками на верхній палубі, німці вистрілили з кормового торпедного апарату однією торпедою й влучили в корпус. За дві години «Балморалвуд» з вантажем затонуло на відстані 70 миль від Клір-Айленду на півдні Ірландії. Капітан із 40 членами екіпажу судна пересіли в рятувальні човни та згодом були підібрані судном Germanic і доставлені до Ліверпуля.
17 червня «вовча зграя» розпалась. О 20:07 21 червня човен Г. Пріна атакував торпедами одночасно три транспортних судна з конвою HX 49. Дві торпеди пройшли мимо цілей, а одна влучила в британський танкер «Сан-Фернандо» водотоннажністю 13 056 тонн, який з 13 500 тоннами сирої нафти та 4200 тоннами мазуту прямував з Кюрасао до Англії. Уражений танкер був узятий на буксирування двома буксирами, але через важкі пошкодження наступного дня затонув, екіпаж із 49 чоловік підібрали корвети «Фої» та «Сендвіч».
24 червня вночі німецька субмарина за важких погодних умов атакувала залпом з двох торпед невелике панамське транспортне судно «Кетрін» (1885 тонн), однак торпеди пройшли мимо. Тоді о 02:48 Г. Прін дав команду відкрити вогонь з палубної 88-мм гармати по транспортнику з генеральним вантажем, не бажаючи упускати приз. Естонська команда судна була підібрана ввечері наступного дня британським кораблем-пасткою «Орчі».
О 03:38 27 червня німецький човен Г. Пріна виявив поодиноке судно, яке прямувало з Дігбі в Новій Шотландії до берегів Англії. На борту норвезького судна «Ленда» (4 005 тонн) перевозилось 1 921 стандартний куб стройового лісу. Капітан корабля дав команду відкрити вогонь з торпедного озброєння, але торпеда промахнулась, і тоді екіпаж обстріляв судно з палубної артилерії. Протягом 20 хвилин німці вели вогонь по норвезькому судну, доки не спалахнув вогонь. Втративши одного чоловіка під час обстрілу, команда «Ленда» покинула своє судно. Постраждале судно ще якісь час трималось на воді, поки не затонуло за 160 миль від Фастнета, Ірландія. Вцілілі моряки були підібрані англійськими есмінцями «Харрікейн» та «Гевлок» і доставлені в Плімут.
О 17:05 того ж дня, за 150 миль від південної частини узбережжя Ірландії, поодинокий та неозброєний голландський танкер «Летіція» (2580 тонн) був обстріляний гарматним вогнем з відстані 300 м. При нападі загинули два моряки, решті німці дозволили сісти в човни та забезпечили сухим одягом, продуктами й вином. Нафтоналивне судно, наповнене 2568 тоннами рідкого палива, перекинулось та затонуло. Команду судна підібрали есмінці «Харрікейн» та «Гевлок» і доставили в Плімут.
28 червня U-47 спробував торпедувати невстановлений пароплав на великій дистанції, але не влучив.
О 05:15 29 червня 1940 року U-47 зупинив поодиноке вантажне судно «Емпайр Тукан», обстрілявши його останніми 5-ма пострілами з палубної гармати. Потім німецький човен випустив по судну одну торпеду, яка розколола його навпіл. При атаці загинуло три особи, два радисти і кочегар. «Харрікейн» підібрав 31 члена команди зі шлюпок у морі.
30 червня о 14:45 човен Г. Пріна обстріляв з носового торпедного апарату грецьке судно «Георгіос Кіріакідіс» із 7243 тоннами цукру на борту. Старе судно водотоннажністю 4201 тонна від ураження торпедою G7e затонуло за 200 миль від Клір-Айленда, 2 липня команда на рятувальних човнах дісталась берегів острова Валентія.

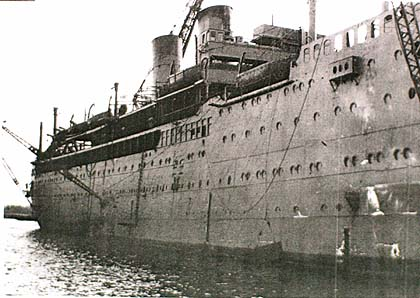
Британське транспортне судно «Арандора Стар».

Після затоплення «Георгіоса Кіріакідіса» U-47 залишився з однією торпедою, яка вже одного разу не спрацювала, та без снарядів до гармати. Зранку 2 липня несподівано німці наразились на колишнє британське круїзне судно «Арандора Стар», з початком війни перероблене на велике транспортне судно, яке перевозило 1299 інтернованих осіб та військовополонених країн Осі до канадського Сент-Джонса. Г. Прін ризикнув вистрілити несправну торпеду по судну противника. Торпеда влучила в корпус судна та розірвалась, «Арандора Стар» затонуло, потягнувши на дно 805 осіб з-поміж тих, що перебували на борту судна.
«Арандора Стар» стало однім з найбільших транспортних суден затоплених німецькими підводними човнами під час війни.
6 липня 1940 року німецький човен U-47 повернувся зі свого найуспішнішого бойового походу до Кіля. Протягом 34 днів він перебував у морі, потопив 8 суден противника сумарною водотоннажністю 51 189 тонн.

### 7-й бойовий похід
26.08.1940—25.09.1940
26 серпня німецький підводний човен вийшов з Кіля в сьомий похід до Північної Атлантики.
2 вересня о 16:35 U-47 атакував північно-східніше скелі Рокол бельгійський пароплав «Вілль де Монс» (7430 тонн) з вантажем (4378 тонн генеральних вантажів, 1 280 коробок з грушами, 648 тонн кукурудзи та 536 тонн пшениці). Човен випустив три торпеди G7e, одна влучила в корпус «Вілль де Монс» і о 17:01 судно затонуло.
Вночі 4 вересня човен Г. Пріна обстріляв торпедами неподалік скелі Рокол два транспортних судна з конвою OA 207. Одне судно «Титан» (9 035 тонн) внаслідок влучення торпеди було затоплено. Шість членів команди загинуло, капітан британського судна та 88 моряків були підібрані канадським есмінцем «Сен-Лорен» та 9 вересня висаджені у Росайті.
Наприкінці серпня із Сіднея (Нова Шотландія, Канада) вийшов транспортний конвой SC 2 з 54 суден та 7 кораблів ескорту. Отримавши дані розвідки від B-Dienst, командування підводних сил крігсмаріне проінформувало про це підводні човни U-65, U-101, U-124 та U-28, що перебували на чергуванні в тому районі. К.Деніц віддав наказ Г. Пріну та командирам інших субмарин перехопити конвой 6 числа, але через різні обставини тільки три човни змогли взяти участь у полюванні на конвой.
Увечері 6 вересня U-47 отримав контакт з конвоєм і пішов за ним, а у ранкові години 7 вересня Г. Прін сплив на поверхню і зухвалою атакою за 1,5 години потопив три з 54 суден — британські транспорти «Нептуніан» (5155 тонн), «Хосе де Ларрінага» (5303 тонни) і норвезький «Гро» (4211 тонн). Проте погана погода перешкодила атаці U-65 під керівництвом Г.-Г. фон Штокгаузена.
Конвой союзників ішов далі до Північної протоки на Британських островах, і U-47 переслідував їх, але слушного моменту для атаки не було. 9 вересня о 00:24 під час наближення до Гебридів він атакував одне з вантажних суден, але торпеда пройшла мимо й влучила в грецький суховантаж «Посейдон» (водотоннажність 3840 тонн) з 5410 тоннами сульфідів фосфору. Радіосигнал від U-47 перехопив U-28, який зумів підкрастись і потопити фрахтувальник «Мардініан» (2434 тонни). Решта конвою SC 2 з 49 суден і 7 ескортних кораблів, безпечно досягли Північної протоки без подальших втрат.
20 вересня до району дії U-47 наблизився конвой HX 72, який прямував з Галіфакса до Ліверпуля, коли його побачив Г. Прін. Німецьке командування влаштувало скоординовану атаку човнів U-29, U-32, U-43, U-46, U-48, U-65, U-99 і U-100 на транспортні судна конвою. О 04:47 21 вересня 1940 року німецький човен U-99 випустив одну торпеду по судну «Елмбанк» (5 156 тонн), як наслідок транспортник відстав від конвою. О. Кречмер обстріляв з гармати британське вантажне судно, а близько 15 годин U-47 випустив ще одну торпеду по «Елмбанку». На судні спалахнула пожежа, проте воно все не тонуло. Врешті-решт U-99 О. Кречмера запустив ще одну торпеду й знищив судно; капітан та ще один моряк загинули, 54 члени команди були підібрані Pikepool.
25 вересня U-47 повернувся до нового місця служби — на військово-морську базу в Лор'яні, на західному узбережжі окупованої Франції. З цього часу основною базою 7-ї флотилії ПЧ стала ця колишня французька ВМБ. 7-й похід тривав 31 добу й приніс німецькому екіпажу перемогу над шістьма суднами противника; загальний тоннаж становив 34 973 тонни та було пошкоджене одне судно «Елмбанк» тоннажністю 5156 тонн.

### 8-й бойовий похід
14.10.1940—23.10.1940
У жовтні 1940 року в Північній Атлантиці розгорнулась велика битва конвоїв, у якій взяло участь багато підводних човнів Третього Рейху. Основні події відбулись навколо конвоїв SC 7 та HX 79. Дводенний бій з 18 до 20 жовтня був найкривавішим зіткненням з конвоями протягом усієї атлантичної війни. У боротьбі проти SC 7, за даними адмірала Деніца, взяли участь 8 човнів, які знищили 30 суден загальною водотоннажністю 196 000 тонн.
14 жовтня 1940 року U-47 вийшов з бази в Лор'яні. Через три дні корабель Пріна вийшов на північний захід від Ірландії, де щойно пройшли судна конвою SC 7, але Г. Прін не встиг ув'язатися в бій. Проте кілька годин пізніше U-47 виявив великий конвой HX 79, який йшов із заходу із сильним супроводом. Гюнтер Прін відправив стандартну доповідь про стан, швидкість та курс руху конвою командуванню, а потім почав його переслідувати. У відповідь Деніц відправив чотири підводні човни до району, зазначеному U-47: U-38, U-46, U-48 та U-100.
У ніч з 19 на 20 жовтня 5 німецьких човнів влаштували справжню бійню, увірвавшись всередину конвою та стріляючи по всіх напрямках, часто вражаючи судна, які вже були торпедовані. Гюнтер Прін повідомив про затоплення 8 одиниць, сумарною тоннажністю 50 500 тонн. У реальності німецька субмарина капітан-лейтенанта Г. Пріна з 22:13 19 жовтня до 02:04 20 жовтня потопила чотири транспортних судна противника: «Уганда» (4966 тонн), «Вондбі» (4947 тонн), «Ла Естанція» (5185 тонн), «Вітфорд Пойнт» (5026 тонн) та пошкодила танкери «Ширак» (6023 тонни) і «Ательмонарх» (8995 тонн) з 13 600 тоннами котельного палива для кораблів.
Загалом за неповних чотири години бою U-47 відправив на дно суден сумарною водотоннажністю 20 124 тонни і пошкодив 15 018 тонн, які пізніше затопили інші підводні човни.
23 жовтня 1940 року німецький підводний човен повернувся на базу в Лор'ян, провівши найкоротшій бойовий похід у своїй історії.

### 9-й бойовий похід
03.11.1940—06.12.1940
3 листопада 1940 року U-47 вийшов з доків Лор'яну в наступний, дев'ятий похід до північної Атлантики. Цього разу на борту корабля перебував журналіст Вольфганг Франк, завданням якого було освітлювати для читачів Третього Рейху життя субмарини в бойових походах.
О 13:47 8 листопада німецький підводний човен обстріляв з палубної гармати невелике транспортне судно, яке виявилось португальським вантажним судном «Гонсалу Вело» (1 595 тонн). Після бесіди з капітаном Г. Пріном португальський командир судна отримав дозвіл пливти далі.
2 грудня U-47 разом із човнами U-43, U-52, U-94, U-95, U-99 та U-101 вийшов на союзний конвой HX 90, що, зібравши судна з Галіфакса та Нью-Йорка, прямував до Ліверпуля. О 04:09 він атакував торпедою G7e бельгійське судно «Вілль д'Артон» (7555 тонн), яке відстало від основних сил конвою. Судно затонуло за 250 миль від Рокола; загинув весь екіпаж з 57 осіб.
Майже за годину, вже о 05:25, Г. Прін торпедував наступну ціль у конвої — британський танкер «Конч» (8376 тонн) з 11 214 тоннами котельного палива для кораблів. Однак судно не затонуло. Зранку німецька субмарина U-95 капітана Г. Шрейбера випустила ще чотири торпеди по ньому, дві влучили в носову частину судна. Капітан з екіпажем були забрані з пошкодженого «Конча» канадським есмінцем «Сен-Лорен», але танкер не тонув. Врешті-решт зранку 3 грудня багатостраждальний танкер був торпедований U-99 і затонув за 370 миль від Гвідора.
Наступним судном, що було атаковано, стало британське вантажне судно «Данслі» (3862 тонни) з 1000 тонн лісу та сталі. U-47 обстріляв його з 88-мм гармати та спровокував пожежу на борту, але команда діяла ефективно та швидко її затушила. Зрештою «Данслі» прибув до порту призначення.
Нарешті 6 грудня 1940 року U-47 повернувся після невдалого походу до Лор'яна, де на екіпаж чекало дві хороші новини. Командування підводних сил крігсмаріне постановило поставити U-47 в доки Лор'яну на ремонт та модернізацію, тоді як уся команда була заохочена відпустками до Різдва. 9-й похід завершився затопленням одного судна водотоннажністю 7555 тонн, ще 3 судна були пошкоджені (13 833 тонни).

### 10-й (останній) бойовий похід
20.02.1941—07.03.1941
20 лютого 1941 року після 2,5-місячного перебування на березі човен Г. Пріна вирушив на патрулювання з Лор'яна. Через два дні той же порт залишив і U-99 Отто Кречмера.
Вдень 25 лютого біля західного узбережжя Ірландії U-47 виявив конвой ОВ 290 з 39 суден і семи кораблів охорони й повідомив про це Деніца. Адмірал віддав розпорядження Г. Пріну слідувати за виявленими суднами, виконуючи функцію радіомаяка. Одночасно він наказав командирам підводних човнів U-99 О. Кречмеру, U-73 Г. Розенбаумові й U-97 У. Гайльману, який повертався до Лор'яна, витративши всі торпеди, приєднатися до «вовчої зграї». На перехоплення виявленого конвою також вилетіли літаки Fw 200 «Кондор».
У ніч проти 26 лютого Г. Прін зав'язав бій з конвоєм, під час якого йому вдалося потопити три вантажних судна (бельгійське «Касонго» (5254 тонни), шведське «Рідбогольм» (3197 тонн) і норвезьке «Боргланд» (3636 тонн) загальним тоннажем 12 100 тонн, а також завдати ушкоджень британському танкеру «Діала» водотоннажністю 8106 тонн.
Вдень 26 лютого в небі з'явилося шість літаків Fw 200 «Кондор», які пустили на дно сім суден союзників загальним тоннажем 36 250 тонн і завдали ушкодження судну тоннажем 20 755 т. Бій закінчився, і командири німецьких підводних човнів U-47, U-73 і U-99 отримали новий наказ: йти на захід до південного узбережжя Ісландії.
Зранку 28 лютого U-47 обстріляв з гармати британський пароплав «Голмеліа» (4223 тонни) з вантажем зерна, що відстав від конвою HX 109. 28 членів екіпажу «Голмеліа» загинуло від атаки, 10 осіб врятувались та були підібрані ісландським траулером Baldur.
1 березня 1941 року Гюнтер Прін отримав телеграму з вищого штабу з інформацією про присвоєння йому військового звання корветтен-капітан.
Вранці 7 березня 1941 року південніше Ісландії підводний човен капітана Г. Пріна торпедував великий британський транспорт (колишню китобійну базу) «Тер'є Вайкін» (20 638 тонн), який йшов у конвої OB 293. Судно сильно постраждало, але залишилось на плаву. Тоді інший підводний човен U-70 випустив три торпеди по ньому, і знову «Тер'є Вайкін» тримався далі. Згодом U-99 добив транспортне судно, яке близько 18:55 затонуло. Екіпаж колишньої китобійної бази підібрав есмінець «Харрікейн» і висадив у Гріноку. На той час «Тер'є Вайкін» був найбільшою плавучою базою для перероблення китів у світі.
Після спроби затопити китобійну базу «Тер'є Вайкін» U-47 корветтен-капітана Г. Пріна більше не виходив на зв'язок і жодних відомостей про його подальшу долю не було. Зникнення підводного човна досі не розкрито. За одними даними, у ніч проти 8 березня 1941 року під час переслідування «Волверін» і «Веріті» його, ймовірно, затопив глибинними бомбами британський есмінець «Волверін». Однак післявоєнний аналіз довів, що найімовірніше це був інший підводний човен U-A, який усе ж вцілів та вийшов з бою.
Інші вважають, що причиною загибелі U-47 стала атака двох британських корветів «Камелія» та «Арбутус». Треті думають, що човен підірвався на власній торпеді, яка вибухнула всередині корабля, або на міні чи що причиною загибелі човна стали технічні проблеми, які призвели до морської аварії.
Єдиним неспростовним фактом є те, що на початку березня 1941 року німецький підводний човен U-47 під командуванням корветтен-капітана Г. Пріна з усім екіпажем у 45 осіб зник у Північній Атлантиці західніше Ірландії.

## Перелік затоплених U-47 суден та кораблів
| №  | Дата             | Назва                  | Належність      | Водотоннажність (брт) | Конвой        | Результат та координати                                                 | Прим. |
| -- | ---------------- | ---------------------- | --------------- | --------------------- | ------------- | ----------------------------------------------------------------------- | --- |
| 1  | 5 вересня 1939   | SS Bosnia              | Велика Британія | 2 407                 |               | потоплено 45°29′ пн. ш. 09°45′ зх. д. / 45.483° пн. ш. 9.750° зх. д.    | |
| 2  | 6 вересня 1939   | SS Rio Claro           | Велика Британія | 4 086                 |               | потоплено 46°30′ пн. ш. 12°00′ зх. д. / 46.500° пн. ш. 12.000° зх. д.   | |
| 3  | 7 вересня 1939   | SS Gartavon            | Велика Британія | 1 777                 |               | потоплено 47°04′ пн. ш. 11°32′ зх. д. / 47.067° пн. ш. 11.533° зх. д.   | |
| 4  | 14 жовтня 1939   | «Ройал Оук»            | Велика Британія | 29 150                |               | потоплений 58°55′ пн. ш. 02°59′ зх. д. / 58.917° пн. ш. 2.983° зх. д.   | |
| 5  | 5 грудня 1939    | SS Novasota            | Велика Британія | 8 795                 | Конвой OB 46  | потоплено 50°43′ пн. ш. 10°16′ зх. д. / 50.717° пн. ш. 10.267° зх. д.   | |
| 6  | 6 грудня 1939    | MV Britta              | Норвегія        | 6 214                 |               | потоплено 49°19′ пн. ш. 05°35′ зх. д. / 49.317° пн. ш. 5.583° зх. д.    | |
| 7  | 7 грудня 1939    | MV Tajandoen           | Нідерланди      | 8 159                 |               | потоплено 49°09′ пн. ш. 04°51′ зх. д. / 49.150° пн. ш. 4.850° зх. д.    | |
| 8  | 25 березня 1940  | SS Britta              | Данія           | 1 146                 |               | потоплено 60°00′ пн. ш. 04°19′ зх. д. / 60.000° пн. ш. 4.317° зх. д.    | |
| 9  | 14 червня 1940   | SS Balmoralwood        | Велика Британія | 5 834                 | Конвой HX 47  | потоплено 50°19′ пн. ш. 10°28′ зх. д. / 50.317° пн. ш. 10.467° зх. д.   | |
| 10 | 21 червня 1940   | SS San Fernando        | Велика Британія | 13 056                | Конвой HX 49  | потоплено 50°20′ пн. ш. 10°24′ зх. д. / 50.333° пн. ш. 10.400° зх. д.   | |
| 11 | 24 червня 1940   | SS Cathrine            | Панама          | 1 885                 |               | потоплено 50°08′ пн. ш. 14°00′ зх. д. / 50.133° пн. ш. 14.000° зх. д.   | |
| 12 | 27 червня 1940   | SS Lenda               | Норвегія        | 4 005                 |               | потоплено 50°12′ пн. ш. 13°18′ зх. д. / 50.200° пн. ш. 13.300° зх. д.   | |
| 13 | 27 червня 1940   | SS Leticia             | Нідерланди      | 2 580                 |               | потоплено 50°11′ пн. ш. 13°15′ зх. д. / 50.183° пн. ш. 13.250° зх. д.   | |
| 14 | 29 червня 1940   | SS Empire Toucan       | Велика Британія | 4 421                 |               | потоплено 49°20′ пн. ш. 13°52′ зх. д. / 49.333° пн. ш. 13.867° зх. д.   | |
| 15 | 30 червня 1940   | SS Georgios Kyriakides | Греція          | 4 201                 |               | потоплено 50°25′ пн. ш. 14°33′ зх. д. / 50.417° пн. ш. 14.550° зх. д.   | |
| 16 | 2 липня 1940     | SS Arandora Star       | Велика Британія | 15 501                |               | потоплено 55°20′ пн. ш. 10°33′ зх. д. / 55.333° пн. ш. 10.550° зх. д.   | |
| 17 | 2 вересня 1940   | SS Ville de Mons       | Бельгія         | 7 463                 |               | потоплено 58°20′ пн. ш. 12°00′ зх. д. / 58.333° пн. ш. 12.000° зх. д.   | |
| 18 | 4 вересня 1940   | SS Titan               | Велика Британія | 9 035                 | Конвой OA 207 | потоплено 58°14′ пн. ш. 15°50′ зх. д. / 58.233° пн. ш. 15.833° зх. д.   | |
| 19 | 7 вересня 1940   | SS Neptunian           | Велика Британія | 5 155                 | Конвой SC 2   | потоплено 58°27′ пн. ш. 17°17′ зх. д. / 58.450° пн. ш. 17.283° зх. д.   | |
| 20 | 7 вересня 1940   | SS Jose de Larrinaga   | Велика Британія | 5 303                 | Конвой SC 2   | потоплено 58°30′ пн. ш. 16°10′ зх. д. / 58.500° пн. ш. 16.167° зх. д.   | |
| 21 | 7 вересня 1940   | SS Gro                 | Норвегія        | 4 211                 | Конвой SC 2   | потоплено 58°30′ пн. ш. 16°10′ зх. д. / 58.500° пн. ш. 16.167° зх. д.   | |
| 22 | 9 вересня 1940   | SS Possidon            | Греція          | 3 840                 | Конвой SC 2   | потоплено 56°43′ пн. ш. 09°16′ зх. д. / 56.717° пн. ш. 9.267° зх. д.    | |
| 23 | 21 вересня 1940  | MV Elmbank             | Велика Британія | 5 156                 | Конвой HX 72  | пошкоджений 55°20′ пн. ш. 22°30′ зх. д. / 55.333° пн. ш. 22.500° зх. д. | Торговельне судно Elmbank того ж дня було потоплено U-99 корветтен-капітана О. Кречмера                                                                                              |
| 24 | 19 жовтня 1940   | SS Uganda              | Велика Британія | 4 966                 | Конвой HX 79  | потоплено 56°35′ пн. ш. 17°15′ зх. д. / 56.583° пн. ш. 17.250° зх. д.   | |
| 25 | 19 жовтня 1940   | MV Shirak              | Бельгія         | 6 023                 | Конвой HX 79  | пошкоджений 57°00′ пн. ш. 16°53′ зх. д. / 57.000° пн. ш. 16.883° зх. д. | Того ж дня танкер Shirak був торпедований U-48 корветтен-капітана Г. Бляйхродта і затонув                                                                                            |
| 26 | 19 жовтня 1940   | SS Wandby              | Велика Британія | 4 947                 | Конвой HX 79  | потоплено 56°45′ пн. ш. 17°07′ зх. д. / 56.750° пн. ш. 17.117° зх. д.   | |
| 27 | 20 жовтня 1940   | SS La Estancia         | Велика Британія | 5 185                 | Конвой HX 79  | потоплено 57° пн. ш. 17° зх. д. / 57° пн. ш. 17° зх. д.                 | |
| 28 | 20 жовтня 1940   | SS Whitford Point      | Велика Британія | 5 026                 | Конвой HX 79  | потоплено 56°38′ пн. ш. 16°00′ зх. д. / 56.633° пн. ш. 16.000° зх. д.   | |
| 29 | 20 жовтня 1940   | MV Athelmonarch        | Велика Британія | 8 995                 | Конвой HX 79  | пошкоджено 56°45′ пн. ш. 15°58′ зх. д. / 56.750° пн. ш. 15.967° зх. д.  | |
| 30 | 8 листопада 1940 | Gonçalo Velho          | Португалія      | 1 595                 |               | потоплено 52°30′ пн. ш. 17°30′ зх. д. / 52.500° пн. ш. 17.500° зх. д.   | |
| 31 | 2 грудня 1940    | SS Ville d'Arlon       | Бельгія         | 7 555                 | Конвой HX 90  | потоплено 55°00′ пн. ш. 18°30′ зх. д. / 55.000° пн. ш. 18.500° зх. д.   | |
| 32 | 2 грудня 1940    | MV Conch               | Велика Британія | 8 376                 | Конвой HX 90  | пошкоджений 55°40′ пн. ш. 19°00′ зх. д. / 55.667° пн. ш. 19.000° зх. д. | Танкер Conch наступного дня був торпедований U-95 Г.Шрайбера і нарешті потоплений U-99 корветтен-капітана О. Кречмера                                                                |
| 33 | 2 грудня 1940    | MV Dunsley             | Велика Британія | 3 862                 | Конвой HX 90  | пошкоджено 54°41′ пн. ш. 18°41′ зх. д. / 54.683° пн. ш. 18.683° зх. д.  | |
| 34 | 26 лютого 1941   | SS Kasongo             | Бельгія         | 5 254                 | Конвой OB 290 | потоплено 55°50′ пн. ш. 14°20′ зх. д. / 55.833° пн. ш. 14.333° зх. д.   | |
| 35 | 26 лютого 1941   | MV Diala               | Велика Британія | 8 106                 | Конвой OB 290 | пошкоджено 55°50′ пн. ш. 14°00′ зх. д. / 55.833° пн. ш. 14.000° зх. д.  | |
| 36 | 26 лютого 1941   | SS Rydboholm           | Швеція          | 3 197                 | Конвой OB 290 | потоплено 55°32′ пн. ш. 14°24′ зх. д. / 55.533° пн. ш. 14.400° зх. д.   | |
| 37 | 26 лютого 1941   | MV Borgland            | Норвегія        | 3 636                 | Конвой OB 290 | потоплено 55°45′ пн. ш. 14°29′ зх. д. / 55.750° пн. ш. 14.483° зх. д.   | |
| 38 | 28 лютого 1941   | SS Holmlea             | Велика Британія | 4 233                 | Конвой HX 109 | потоплено 54°24′ пн. ш. 17°25′ зх. д. / 54.400° пн. ш. 17.417° зх. д.   | |
| 39 | 7 березня 1941   | MV Terje Viken         | Велика Британія | 20 638                | Конвой OB 293 | пошкоджено 60°00′ пн. ш. 12°50′ зх. д. / 60.000° пн. ш. 12.833° зх. д.  | Китобійна база Terje Viken була атакована ще U-70 Й.Матца та пізніше торпедована U-99 корветтен-капітана О. Кречмера. Знерухоміле судно остаточно затоплено кораблями ескорту конвою |

### Відео
- U-47. Капитан-лейтенант Прин / U47 — Kapitänleutnant Prien (1958)